# CART World Series 1979
CART World Series 1979 vanns av Rick Mears.

## Delsegrare
| Datum        | Bana             | Vinnare           |
| ------------ | ---------------- | ----------------- |
| 11 mars      | Phoenix          | Gordon Johncock   |
| 22 april     | Atlanta          | Johnny Rutherford |
| 22 april     | Atlanta          | Johnny Rutherford |
| 27 maj       | Indianapolis 500 | Rick Mears        |
| 10 juni      | Trenton          | Bobby Unser       |
| 10 juni      | Trenton          | Bobby Unser       |
| 15 juli      | Michigan         | Gordon Johncock   |
| 15 juli      | Michigan         | Bobby Unser       |
| 5 augusti    | Watkins Glen     | Bobby Unser       |
| 19 augusti   | Trenton          | Rick Mears        |
| 2 september  | Ontario          | Bobby Unser       |
| 15 september | Michigan         | Bobby Unser       |
| 30 september | Atlanta          | Rick Mears        |
| 20 oktober   | Phoenix          | Al Unser          |

## Slutställning
| Plats | Förare            | Poäng |
| ----- | ----------------- | ----- |
| 1     | Rick Mears        | 4060  |
| 2     | Bobby Unser       | 3820  |
| 3     | Gordon Johncock   | 2211  |
| 4     | Johnny Rutherford | 2163  |
| 5     | Al Unser          | 2085  |
| 6     | Danny Ongais      | 1473  |
| 7     | Tom Sneva         | 1360  |
| 8     | Tom Bagley        | 1208  |
| 9     | Wally Dallenbach  | 1149  |
| 10    | Mike Mosley       | 1121  |